# 尾藤桃子
尾藤 桃子（びとう ももこ、1975年2月26日 - ）は、日本の歌手・女優。祖父は百面相の三代目松柳亭鶴枝。父は歌手の尾藤イサオ。東京都出身。

## 来歴
1994年、父の全国ツアーに参加したのをきっかけに音楽活動を始め、1998年9月、シングル「Ru Tu True」でデビュー。同年「Beautiful Sunday」（監督:中島哲也）で映画初出演を果たす（なお、併せて劇場公開された映像集「The Works of Tetsuya Nakashima」には「Ru Tu True」のPVも含まれている）。
その後も音楽から映画・CM・ミュージカルに至るまで、幅広く活動している。

## エピソード
- 1992年1月、自宅に強盗が侵入。父と共に強盗に立ち向かい、剣道3級の腕前で取り押さえた。

## 作品及び出演

### 音楽

#### シングル
- 「Ru Tu True」 （1998年9月）
- 「赤然たる心でAbsolute Red」 （1999年1月）
- 「PARTY」 （2000年1月）
- 「SPARKLING MOON」 （同年4月）
- 「Feva da Diva 〜誘惑の太陽〜」 （同年8月）

#### アルバム
- 「GO TO DISCOTHEWUE」 （2000年3月）
PEAK BOYSとのコラボレーション

### 映画
- 「Beautiful Sunday」 渋谷小夜子 役 （1998年）
監督:中島哲也　　共演:永瀬正敏、中村久美、山﨑努、他
- 「RED HARP BLUES」 美也子 役 （2002年）
監督:高橋正弥　　共演:鳥羽潤、大河内奈々子、ミッキー・カーチス、他

### 舞台
- 「リトルショップ・オブ・ホラーズ」 シフォン 役 （2005年）
共演:山本耕史、上原多香子、小堺一機、浦嶋りんこ、Tina、他
- 「オール・シュック・アップ」（2007年）
共演:坂本昌行、花影アリス、湖月わたる、岡田浩輝、諏訪マリー、尾藤イサオ、他
- 「竹内まりやソングミュージカル 本気でオンリーユー」 近石令子 役 （2008年）
共演:松浦亜弥、映美くらら、マルシア、ANZA、岡田浩暉、林剛史、他

### CM
- サッポロビール「黒ラベル」
- エフティ資生堂「スーパーマイルドシャンプー」
- 大塚製薬「ポカリスエットステビア」

### その他
- 「The Works of Tetsuya Nakashima」（1998年）に「Ru Tu True」のPVが収録されている
- 「THE夜もヒッパレ」（日本テレビ系）にゲスト出演
- 「いい旅・夢気分」（2006年）で父・尾藤イサオと共演
- 朝日新聞の「おやじのせなか」（2007年12月9日付）にインタビューが掲載された
- 「斉藤さん2」（2013年7月 - 9月、日本テレビ系） - 佐々木香織 役